# 云南省孔庙列表
本列表是云南省境内孔庙（又称文庙）的列表。云南有确切记载的第一座文庙于元至元十一年（1274年）由赛典赤·赡思丁创建。据《新纂云南通志》和《云南省志·教育志》，元代云南各府、厅、州、县共设庙学合一的学宫11所，明代新建63所，清又新建18所（另有9所仅奏设实未设），至清末，云南几乎所有州县都建立了学宫。元明清时期，云南的不少文庙即因天灾人祸几经损毁，但均在历任地方官员的主持下得以修复。自清末废科举及民国建立以来，文庙大多改设新式学校或挪作他用，“文革”期间又遭劫难。随着国家对文物古迹的不断重视，云南现存的文庙几乎都被列为文物保护单位加以保护。据统计，云南省是中国目前保存文庙最多、保存状况最好的省份。
| 名称                | 级别                               | 今地 | 年代 | 现状 | 布局:105-107                   | 大成殿形制:105-107         | 文保级别                                                   | 文保时代 | 图片   |
| 云南府              | 云南府                             | 云南府                                                                                                  | 云南府 | 云南府 | 云南府                         | 云南府                     | 云南府                                                     | 云南府   | 云南府 |
| ------------------- | ---------------------------------- | --- | --- | --- | ------------------------------ | -------------------------- | ---------------------------------------------------------- | -------- | ------ |
| 昆明文庙            | 云南府学、昆明县学合一             | 昆明市五华区护国街道人民中路94号 25°2′42.76″N 102°42′26.03″E / 25.0452111°N 102.7072306°E               | 元至元十一年（1274年）始建，清康熙二十九年（1690年）迁今址 昆明县学于明弘治十六年（1503年）始建，万历四十年（1612年）合府县为一学     | 存棂星门，80年代修复泮池、魁星阁、桂香阁:17-18，2015－2018年重建大成门、大成殿                                                         | 坐北向南，左庙右学             | 七开间，单檐歇山顶         | 昆明市文物保护单位（文庙棂星门）                           | 民国     |        |
| 富民文庙            | 富民县学                           | 昆明市富民县永定街道文昌路富民一中内 25°13′33.10″N 102°29′4.96″E / 25.2258611°N 102.4847111°E           | 明万历四十八年（1620年），清康熙四十七年（1708年）迁今址，光绪十五年（1889年）重建:97                                                 | 存大成门、 先师殿、两庑、 崇圣祠:97 | 坐西向东                       | 五开间，重檐歇山顶         | 云南省文物保护单位                                         | 清       |        |
| 宜良文庙            | 宜良县学                           | 昆明市宜良县匡远街道匡山东路148号 24°55′2.14″N 103°8′36.49″E / 24.9172611°N 103.1434694°E               | 明正德四年（1509年）始建，清乾隆五十年（1785年）迁今址                                                                                | 存大同门、泮池、文明坊、大成殿、崇圣祠、尊经阁                                                                                         | 坐北向南                       | 五开间，单檐歇山顶         | 云南省文物保护单位                                         | 清       |        |
| 罗次文庙            | 罗次县学                           | 楚雄州禄丰市                                                                                            | 明万历二十一年（1593年）始建 | 无存 |                                |                            | －                                                         | －       |        |
| 晋城文庙            | 晋宁州学                           | 昆明市晋宁区晋城街道                                                                                    | 明洪武十六年（1383年）始建，正统元年（1436年）迁今址，康熙二十二年（1683年）重建                                                      | 无存 | 坐东向西，左庙右学             | 三开间，重檐歇山顶         | 晋宁区文物保护单位                                         | 清       |        |
| 呈贡文庙            | 呈贡县学                           | 昆明市呈贡区龙城街道东门街181号 24°53′41.42″N 102°47′52.69″E / 24.8948389°N 102.7979694°E               | 明洪武十六年（1383年）始建，万历七年（1579年）迁今址，清光绪元年（1875年）重修                                                        | 存泮池、 棂星门、 两庑、 大成殿、 崇圣祠，部分为修复:20                                                                                | 坐北向南                       | 五开间，单檐歇山顶         | 云南省文物保护单位                                         | 清       |        |
| 安宁文庙            | 安宁州学                           | 昆明市安宁市连然街道连然街122号 24°55′34.93″N 102°29′7.55″E / 24.9263694°N 102.4854306°E                | 元大德六年（1302年），明永乐元年（1403年）重建，后多次重修                                                                            | 又称连然文庙，存大成殿、崇圣阁等 | 坐北向南，右庙左学             | 五开间，单檐歇山顶         | 全国重点文物保护单位                                       | 元至明   |        |
| 禄丰文庙            | 禄丰县学                           | 楚雄州禄丰市                                                                                            | 明隆庆元年（1567年）始建 | 无存 |                                |                            | －                                                         | －       |        |
| 昆阳文庙            | 昆阳州学                           | 昆明市晋宁区昆阳街道循礼街 24°40′1.2″N 102°35′30.2″E / 24.667000°N 102.591722°E                         | 明永乐元年（1403年）始建，清嘉庆二十五年（1820年）迁今址，清光绪三年（1877年）重建                                                    | 存文明坊 |                                |                            | 晋宁区文物保护单位（昆阳文明坊）                           | 清       |        |
| 易门文庙            | 易门县学                           | 玉溪市易门县龙泉街道城山路县政府院内 24°40′28.9″N 102°9′38.7″E / 24.674694°N 102.160750°E               | 明万历二十五年（1597年）始建，清光绪五、六年（1879、1880年）重建                                                                      | 原存大成门、大成殿:126，2001年拆除，现仅存魁星阁                                                                                       |                                | 五开间，单檐歇山顶         | 易门县文物保护单位（城山魁阁楼）                           |          |        |
| 嵩明文庙            | 嵩明州学                           | 昆明市嵩明县嵩阳街道东北街社区黄龙山南麓 25°20′38.83″N 103°2′8.41″E / 25.3441194°N 103.0356694°E        | 元至正八年（1348年）始建，清雍正十一年（1733年）迁今址，同治十二年（1873年）重修                                                      | 存泮池、魁星阁:238 | 坐北向南，右庙左学             |                            | 昆明市文物保护单位（嵩明文庙魁星阁）                       | 清       |        |
| 大理府              |                                    | | | |                                |                            |                                                            |          |        |
| 大理文庙            | 大理府学、太和县学合一             | 大理州大理市大理镇大理古城复兴路中段 25°41′45.56″N 100°9′31.79″E / 25.6959889°N 100.1588306°E           | 元至元二十二年（1285年）始建，清同治十二年（1873年）迁今址 太和县学于明洪武二十七年（1392年）始建，清同治十二年（1832年）与府学合一庙 | 存大成门，2014年重建大门、照壁、泮池、棂星门、大成殿、崇圣祠等:137                                                                     | 坐西向东，左庙右学             |                            | 大理市文物保护单位（文庙大成门（含明兰））                 | 清       |        |
| 凤仪文庙            | 赵州学                             | 大理州大理市凤仪镇西街社区9号 25°35′1.7″N 100°18′40.4″E / 25.583806°N 100.311222°E                      | 明洪武十八年（1385年）始建，清同治十二年（1873年）重建                                                                                | 存大成殿、藏经楼，修复棂星门、大成门、两庑等:207                                                                                       | 坐西向东左庙右学               | 五开间，单檐歇山顶         | 云南省文物保护单位                                         | 清       |        |
| 祥云文庙            | 云南县学                           | 大理州祥云县祥城镇文庙巷以西 25°28′49.7″N 100°33′27.9″E / 25.480472°N 100.557750°E                      | 明洪武十八年（1385年）始建，成化五年（1469年）迁今址，清光绪四年（1878年）重建                                                        | 存尊经阁、仓圣阁 | 坐北向南                       | 五开间                     | 大理州文物保护单位（文庙尊经阁、仓圣阁）                   | 清       |        |
| 邓川文庙            | 邓川州学                           | 大理州洱源县邓川镇洱源二中内 25°59′18.96″N 100°4′45.91″E / 25.9886000°N 100.0794194°E                   | 元代始建，后多次迁建，清光绪二十六年（1900年）重建:246                                                                                | 存泮池、状元桥、大成殿:246 | 坐北向南                       | 五开间，重檐歇山顶         | 大理州文物保护单位                                         | 清       |        |
| 洱源文庙            | 浪穹县学                           | 大理州洱源县茈碧湖镇玉湖社区温泉街 26°6′38.45″N 99°56′47.40″E / 26.1106806°N 99.9465000°E               | 明洪武十八年（1385年）始建，清咸丰后重修                                                                                              | 存大成殿，2014年至2019年重建大门、泮池、棂星门、大成门、两庑、崇圣祠等:248                                                             | 坐西向东                       | 五开间，重檐歇山顶         | 大理州文物保护单位（洱源文庙（含城隍庙））                 | 明、清   |        |
| 州城文庙            | 宾川州学                           | 大理州宾川县州城镇 25°44′27.9″N 100°34′54.6″E / 25.741083°N 100.581833°E                                | 明弘治七年（1494年）始建，清光绪四年（1878年）重建                                                                                    | 存照壁、棂星门、大成门、大成殿、崇圣祠、乡贤祠、两庑:45                                                                                | 坐东向西，左庙右学             | 五开间，单檐歇山顶         | 全国重点文物保护单位（州城文庙和武庙）                     | 明至清   |        |
| 云龙州文庙          | 云龙州学                           | 大理州云龙县宝丰乡 25°48′51.62″N 99°22′4.80″E / 25.8143389°N 99.3680000°E                               | 明万历四十二年（1614年）始建，清康熙三十四年（1695年）迁今址                                                                          | 2012年重建 |                                |                            | －                                                         | －       |        |
| 临安府              |                                    | | | |                                |                            |                                                            |          |        |
| 建水文庙            | 临安府学、建水县学合一             | 红河州建水县临安镇建中路319号 23°37′5.16″N 102°49′11.06″E / 23.6181000°N 102.8197389°E                  | 元至元二十二年（1285年）始建 | 存泮池（学海）、棂星门、大成门、大成殿、两庑、崇圣祠等:72，是中国西南地区规模及完整度最高的文庙:116                                    | 坐北向南，中庙左右学           | 五开间，单檐歇山顶         | 全国重点文物保护单位                                       | 明、清   |        |
| 石屏文庙            | 石屏州学                           | 红河州石屏县异龙镇北正街3号 23°43′0.34″N 102°29′30.23″E / 23.7167611°N 102.4917306°E                    | 元至正年间始建，明洪武二十二年（1389年）重建                                                                                          | 存棂星门、泮池、大成门、两庑、先师殿、尊经阁                                                                                           | 坐北向南，右庙左学             | 五开间，单檐歇山顶         | 全国重点文物保护单位（石屏文庙建筑群）                     | 清至民国 |        |
| 开远文庙            | 阿迷州学                           | 红河州开远市                                                                                            | 明洪武年间始建，清雍正三年（1725年）迁今址，光绪八、九年（1882、1883年）重建                                                          | 原存大成殿，1983年列开远市文物保护单位，1997年开远一中新建教学楼时拆除                                                                 | 坐北向南                       |                            | －                                                         | －       |        |
| 华宁文庙            | 宁州学                             | 玉溪市华宁县宁州街道宁秀街142号 24°11′43.66″N 102°55′36.62″E / 24.1954611°N 102.9268389°E               | 明洪武二十六年（1393年）始建，后多次重修                                                                                              | 存大成门、尊经阁等:138 |                                |                            | 玉溪市文物保护单位（华宁文庙大成门、尊经阁）               | 清       |        |
| 通海文庙            | 通海县学                           | 玉溪市通海县秀山街道 24°6′31.079″N 102°45′23.940″E / 24.10863306°N 102.75665000°E                       | 明洪武二十五年（1392年）始建，后多次重修                                                                                              | 存照壁、泮池、文明坊、大成门、大成殿、两庑、崇圣祠、尊经阁等:45                                                                        | 坐南向北，右庙左学             | 五开间，单檐歇山顶         | 全国重点文物保护单位（秀山古建筑群）                       | 清       |        |
| 河西文庙            | 河西县学                           | 玉溪市通海县河西镇南街14号 24°8′37.61″N 102°38′52.87″E / 24.1437806°N 102.6480194°E                     | 元泰定二年（1325年）始建，明成化七年（1471年）迁今址，清光绪十六年（1890年）重修:182                                                  | 存文明坊、大成门、大成殿、两庑、明伦堂等:182                                                                                           | 坐北向南                       | 五开间，重檐歇山顶         | 云南省文物保护单位                                         | 清       |        |
| 峨山文庙            | 嶍峨县学                           | 玉溪市峨山县双江街道双江小学内 24°10′48.6″N 102°24′9.2″E / 24.180167°N 102.402556°E                     | 明洪武十五年（1382年）始建，崇祯元年（1628年）迁今址                                                                                  | 存大成殿:241 | 坐北向南                       | 五开间，重檐歇山顶         | 玉溪市文物保护单位                                         | 清       |        |
| 蒙自文庙            | 蒙自县学                           | 红河州蒙自市文澜街道 23°22′8.58″N 103°24′10.33″E / 23.3690500°N 103.4028694°E                           | 明洪武二十七年（1394年）始建，后多次重修                                                                                              | 存大成殿 |                                |                            | 红河州文物保护单位（蒙自文庙大成殿）                       | 明       |        |
| 楚雄府              |                                    | | | |                                |                            |                                                            |          |        |
| 楚雄文庙            | 楚雄府学、楚雄县学合一             | 楚雄州楚雄市鹿城街道中大街180号鹿城小学内 25°2′12.41″N 101°32′48.66″E / 25.0367806°N 101.5468500°E      | 明洪武十九年（1386年）始建，后多次重建 楚雄县学于明弘治十七年（1504年）始建，明末焚毁后附设于府学                                     | 存仓颉殿、泮池、三元桥、大成门、大成殿、两庑、尊经阁:107-108                                                                           | 坐北向南，一庙三学             | 五开间，重檐歇山顶         | 全国重点文物保护单位                                       | 明至清   |        |
| 南华文庙            | 镇南州学                           | 楚雄州南华县龙川镇南华一中内 25°11′36.5″N 101°16′21.7″E / 25.193472°N 101.272694°E                      | 明永乐七年（1409年）始建，后多次迁建、重建                                                                                            | 存泮池、状元桥:126，重建大成殿 |                                | 三开间，单檐歇山顶（重建） | －                                                         | －       |        |
| 南安文庙            | 南安州学                           | 楚雄州楚雄市                                                                                            | 明洪武二十七年（1384年）始建 | 无存 |                                |                            | －                                                         | －       |        |
| 姚州文庙            | 姚州学                             | 楚雄州姚安县                                                                                            | 明洪武二十七年（1384年）始建 | 无存 | 右庙左学                       | 五开间                     | －                                                         | －       |        |
| 大姚文庙            | 大姚县学                           | 楚雄州大姚县金碧镇金碧小学内 25°43′30.94″N 101°19′21.61″E / 25.7252611°N 101.3226694°E                  | 明嘉靖二十六年（1547年）始建，清康熙五十年（1711年）迁今址，同治十年（1871年）重修                                                    | 存大成殿:109 |                                | 单檐歇山顶                 | 楚雄州文物保护单位（大姚文庙大成殿）                       | 清       |        |
| 广通文庙            | 广通县学                           | 楚雄州禄丰市广通镇广通村广通小学内 25°10′18.5″N 101°45′0.4″E / 25.171806°N 101.750111°E                 | 明嘉靖二十五年（1546年）始建，同治四年（1866年）重修                                                                                  | 存泮池、大成门、大成殿:108 | 坐北向南                       | 五开间，单檐歇山顶         | 楚雄州文物保护单位                                         | 清       |        |
| 牟定文庙            | 定远县学                           | 楚雄州牟定县共和镇文庙街23号 25°19′3.50″N 101°32′21.80″E / 25.3176389°N 101.5393889°E                   | 明嘉靖二十六年（1548年）始建，清光绪三、四年（1864、1865年）重修                                                                      | 存大成门、大成殿、两庑，重建泮池 | 坐北向南                       | 五开间，重檐歇山顶         | 云南省文物保护单位                                         | 明       |        |
| 南涧文庙            | 定边县学                           | 大理州南涧县南涧镇南街社区向阳坡 25°3′18.29″N 100°31′33.40″E / 25.0550806°N 100.5259444°E               | 明成化八年（1472年）始建 | 存大成殿、启圣宫:148 |                                | 五开间，单檐歇山顶         | 大理州文物保护单位                                         | 清       |        |
| 澂江府              |                                    | | | |                                |                            |                                                            |          |        |
| 澄江文庙            | 澂江府学、河阳县学合一             | 玉溪市澄江市凤麓街道人民东路35号 24°40′22.26″N 102°55′7.86″E / 24.6728500°N 102.9188500°E               | 元大德年间始建，清光绪元年（1875年）重建 河阳县学于明隆庆四年（1570年）始建，清康熙四十一年（1702年）附设于府学                       | 存大门、泮池、棂星门、大成门、大成殿:109                                                                                               | 坐北向南                       | 五开间，单檐歇山顶         | 云南省文物保护单位（澄江文庙古建筑群）                     | 清       |        |
| 江川文庙            | 江川县学                           | 玉溪市江川区江城镇江川二中内 24°26′12.30″N 102°48′41.44″E / 24.4367500°N 102.8115111°E                  | 明嘉靖四十五年（1566年）始建，清乾隆四十四年（1779年）迁今址                                                                          | 存泮池、棂星门、大成门、大成殿 | 坐北向南                       | 五开间，单檐歇山顶         | 全国重点文物保护单位                                       | 清       |        |
| 阳宗县文庙          | 阳宗县学                           | 玉溪市澄江市阳宗镇阳宗村 24°49′12.54″N 102°58′31.30″E / 24.8201500°N 102.9753611°E                      | 明始建，万历二十五年（1597年）迁建；现阳宗文庙为1939年重建                                                                            | 存前殿、正殿、厢房 |                                |                            | 澄江市文物保护单位（阳宗镇旧文庙）                         |          |        |
| 玉溪文庙            | 新兴州学                           | 玉溪市红塔区玉兴街道小庙街公园 24°21′13.8″N 102°32′36.4″E / 24.353833°N 102.543444°E                    | 明隆庆元年（1567年）始建，清康熙四十八年（1709年）迁今地，光绪三年（1877年）重修                                                      | 存大成殿、文星阁，2005年重建泮池、棂星门、大成门                                                                                       | 右庙左学                       | 五开间，单檐歇山顶         | 玉溪市文物保护单位                                         | 清       |        |
| 石林文庙            | 路南州学                           | 昆明市石林县鹿阜街道阿诗玛北路161号石林一中内 24°45′54.61″N 103°15′56.92″E / 24.7651694°N 103.2658111°E | 明嘉靖三十五年（1556年）始建，清光绪十六年（1890年）重建                                                                              | 存大成门、大成殿、两庑、文昌宫 | 坐北向南                       | 五开间，单檐歇山顶         | 云南省文物保护单位                                         | 清       |        |
| 广南府              |                                    | | | |                                |                            |                                                            |          |        |
| 广南文庙            | 广南府学                           | 文山州广南县莲城镇文化路广南一中内 24°2′48.84″N 105°3′51.80″E / 24.0469000°N 105.0643889°E              | 清康熙四十八年（1709年）始建 | 存泮池、棂星门、大成门、两庑、大成殿                                                                                                   |                                | 三开间，单檐歇山顶         | 云南省文物保护单位                                         | 清       |        |
| 顺宁府              |                                    | | | |                                |                            |                                                            |          |        |
| 凤庆文庙            | 顺宁府学                           | 临沧市凤庆县凤山镇文庙街 24°35′50.9″N 99°54′32.7″E / 24.597472°N 99.909083°E                            | 明万历三十四年（1606年）始建，清同治十二年（1873年）迁建                                                                              | 存泮池、龙门坊、棂星门、大成门、大成殿、两庑、凤鸣阁（魁星阁）、崇圣祠                                                                 | 坐西向东                       | 五开间，重檐歇山顶         | 云南省文物保护单位                                         | 明       |        |
| 云州文庙            | 云州学                             | 临沧市云县                                                                                              | 明万历三十四年（1606年）始建 | 无存 |                                |                            | －                                                         | －       |        |
| 缅宁文庙            | 缅宁厅学                           | 临沧市临翔区                                                                                            | 清嘉庆十九年（1814年）始建 | 无存 |                                |                            | －                                                         | －       |        |
| 曲靖府              |                                    | | | |                                |                            |                                                            |          |        |
| 曲靖文庙            | 曲靖府学、南宁县学合一             | 曲靖市麒麟区益宁街道水寨社区 25°27′27.2″N 103°48′42.8″E / 25.457556°N 103.811889°E                      | 明永乐元年（1403年）始建，后多次迁建、重建                                                                                            | 原存大成殿，1985年列曲靖市（县级）文物保护单位；1995年因旧城改造，除名文保并拆除；2014年起重建                                         |                                |                            | －                                                         | －       |        |
| 沾益文庙            | 沾益州学                           | 曲靖市沾益区                                                                                            | 明嘉靖二十八年（1549年） | 原存大成殿，1998年建沾益县五机关办公区时拆除:77                                                                                        |                                |                            | －                                                         | －       |        |
| 陆良文庙            | 六凉卫学→陆凉州学                  | 曲靖市陆良县                                                                                            | 明嘉靖二十一年（1542年）始建 | 无存 |                                |                            | －                                                         | －       |        |
| 马龙文庙            | 马龙州学                           | 曲靖市马龙区                                                                                            | 明嘉靖二十一年（1542年）始建 | 无存 | 右庙左学                       |                            | －                                                         | －       |        |
| 罗雄文庙            | 罗平州学                           | 曲靖市罗平县罗雄街道罗平县人民医院内 24°53′9.3″N 104°17′44.4″E / 24.885917°N 104.295667°E               | 明万历十五年（1587年）始建，清乾隆九年（1744年）迁今址，光绪四年（1878年）重修                                                        | 存大成门 | 坐北向南                       | 单檐歇山顶                 | 罗平县文物保护单位（罗雄文庙大成门）                       |          |        |
| 寻甸文庙            | 寻甸府学→寻甸州学                  | 昆明市寻甸县                                                                                            | 明正德九年（1514年）始建 | 无存 |                                |                            | －                                                         | －       |        |
| 富源文庙            | 平彝卫学→平彝县学                  | 曲靖市富源县中安街道太和街291号 25°40′35.98″N 104°15′11.20″E / 25.6766611°N 104.2531111°E               | 明正德九年（1514年）始建，清康熙七年（1668年）迁今址，同治十三年（1874年）重修                                                        | 存泮池、大成门、大成殿、两庑、魁星阁:41                                                                                                | 坐北向南                       | 五开间，单檐歇山顶         | 云南省文物保护单位（中山礼堂及文庙建筑群）                 | 清       |        |
| 宣威文庙            | 宣威州学                           | 曲靖市宣威市宛水街道宣威市第一中学内 26°13′8.4″N 104°6′3.6″E / 26.219000°N 104.101000°E                 | 明嘉靖二十八年（1550年）始建，清同治七年（1868年）迁今址                                                                              | 存大成殿:237 | 坐西向东                       | 五开间，单檐歇山顶         | 曲靖市文物保护单位（宣威文庙大成殿）                       | 清       |        |
| 丽江府              |                                    | | | |                                |                            |                                                            |          |        |
| 丽江文庙            | 丽江府学                           | 丽江市古城区大研街道北门社区金虹山南麓 26°52′42.312″N 100°14′22.992″E / 26.87842000°N 100.23972000°E    | 清康熙三十九年（1700年）始建，雍正三年（1725年）迁今址                                                                                | 存崇圣祠、东配殿、文明坊。文明坊于1964年迁建为黑龙潭公园大门。崇圣祠、东配殿保存情况极差，2020年大修                                   | 坐北向南                       | 五开间，单檐悬山顶         | 古城区文物保护单位、全国重点文物保护单位（黑龙潭古建筑群） | 清       |        |
| 鹤庆文庙            | 鹤庆府学→鹤庆州学                  | 大理州鹤庆县云鹤镇后街 26°33′28.91″N 100°10′21.97″E / 26.5580306°N 100.1727694°E                        | 元至元八年（1271年）始建，明崇祯五年（1632年）重建:140                                                                                | 存照壁、泮池、棂星门、大成门、大成殿（先师殿）、明伦堂、尊经阁等:140                                                                   | 坐北向南                       | 三开间，重檐歇山顶         | 云南省文物保护单位                                         | 明       |        |
| 剑川文庙            | 剑川州学                           | 大理州剑川县金华镇景风公园内 26°32′15.14″N 99°53′47.83″E / 26.5375389°N 99.8966194°E                    | 明洪武二十三年（1390年）始建，清乾隆九年（1744年）迁今址，同治九年（1870年）重修                                                      | 存棂星门、大成殿、启圣宫等:229 | 坐北向南                       | 三开间，单檐歇山顶         | 全国重点文物保护单位（景风阁古建筑群）                     | 清       |        |
| 顺州文庙            | 顺州学                             | 丽江市永胜县                                                                                            | 明永乐年间始建，万历二十六年（1598年）重建                                                                                            | 无存 | 未设学                         |                            | －                                                         | －       |        |
| 中甸文庙            | 中甸厅学                           | 迪庆州香格里拉市                                                                                        | 清乾隆二十四年（1759年）始建 | 无存 |                                |                            | －                                                         | －       |        |
| 普洱府              |                                    | | | |                                |                            |                                                            |          |        |
| 宁洱文庙            | 普洱府学                           | 普洱市宁洱县宁洱镇新民街 23°3′38.8″N 101°2′37.5″E / 23.060778°N 101.043750°E                            | 清雍正七年（1729年）始建，同治十一年（1831年）重建                                                                                    | 存大成殿、东厢房 |                                | 五开间，单檐歇山顶         | 普洱市文物保护单位（宁洱黉学）                             | 清       |        |
| 思茅文庙            | 思茅厅学                           | 普洱市思茅区思茅街道思茅一中老校区内 22°47′23.208″N 100°58′39.288″E / 22.78978000°N 100.97758000°E      | 清嘉庆十九年（1814年）始建，道光二十年（1840年）迁今址:122，光绪七年（1881年）重修                                                    | 存泮池、状元桥，1996年重建棂星门、大成殿                                                                                               | 坐北向南                       | 单檐歇山顶                 | 思茅区文物保护单位                                         | 清       |        |
| 墨江文庙            | 他郎厅学                           | 普洱市墨江县联珠镇东正街37号 23°26′10.64″N 101°41′37.21″E / 23.4362889°N 101.6936694°E                  | 清道光元年（1821年）始建 | 存棂星门、凌霄阁、魁星阁、两庑、大成殿、崇圣殿:171，重建泮池、星宿门                                                                   | 坐东向西                       | 五开间，重檐歇山顶         | 全国重点文物保护单位                                       | 清       |        |
| 威远文庙            | 威远厅学                           | 普洱市景谷县                                                                                            | 清道光七年（1827年）始建 | 无存 |                                |                            | －                                                         | －       |        |
| 永昌府              |                                    | | | |                                |                            |                                                            |          |        |
| 永昌府文庙          | 永昌府学→金齿司学→永昌府学         | 保山市隆阳区永昌街道隆阳区第一中学内 25°7′10.16″N 99°9′41.04″E / 25.1194889°N 99.1614000°E              | 元代始建，明永乐十七年（1419年）重建，清光绪九年（1883年）重修                                                                        | 存大成殿 | 坐北向南                       | 五开间，重檐歇山顶         | 保山市文物保护单位（永昌府学大成殿）                       | 明       |        |
| 保山县文庙          | 保山县学                           | 保山市隆阳区永昌街道黉学路10号实验小学内 25°7′6.78″N 99°9′35.89″E / 25.1185500°N 99.1599694°E           | 明嘉靖十一年（1532年）始建，清光绪元年（1875年）重修                                                                                  | 存先师殿 | 坐西向东，左庙右学             | 五开间，重檐歇山顶         | 保山市文物保护单位（保山县文庙先师殿）                     | 明       |        |
| 腾冲文庙            | 腾越州学→腾越厅学                  | 保山市腾冲市腾越街道黉学小区180号及砚塘小区 25°1′47.0″N 98°29′53.0″E / 25.029722°N 98.498056°E          | 明成化十六年（1480年）始建，清康熙四十四年（1705年）迁今址，后多次重修                                                                | 存泮池、棂星门、大成门、大成殿、两庑、启圣宫:176-177                                                                                   | 坐南向北右庙左学               | 五开间，重檐歇山顶         | 云南省文物保护单位                                         | 清至民国 |        |
| 永平文庙            | 永平县学                           | 大理州永平县                                                                                            | 明洪武二十六年（1393年）始建，后多次迁建，清光绪元年（1875年）重建                                                                    | 无存 |                                |                            | －                                                         | －       |        |
| 龙陵文庙            | 龙陵厅学                           | 保山市龙陵县                                                                                            | 清道光十二年（1832年）始建 | 无存 |                                |                            | －                                                         | －       |        |
| 开化府              |                                    | | | |                                |                            |                                                            |          |        |
| 文山文庙 （五子祠） | 开化府学                           | 文山州文山市开化街道学海巷18号州文化馆内 23°22′20.21″N 104°15′5.83″E / 23.3722806°N 104.2516194°E       | 清康熙六年（1667年）始建，后多次重修                                                                                                  | 原称先师庙，后建文庙，又改五子祠，存大殿等:64                                                                                          |                                | 三开间，单檐硬山顶         | 云南省文物保护单位（五子祠）                               | 清       |        |
| 东川府              |                                    | | | |                                |                            |                                                            |          |        |
| 会泽文庙            | 东川府学                           | 曲靖市会泽县古城街道灵璧路会泽一中内 26°24′41.00″N 103°17′51.36″E / 26.4113889°N 103.2976000°E          | 清康熙六十年（1721年）始建:191 | 存大成殿、崇圣祠、文昌阁、魁星阁:191                                                                                                   | 坐南向北                       | 五开间，单檐歇山顶         | 云南省文物保护单位                                         | 清       |        |
| 巧家文庙            | 巧家厅学                           | 昭通市巧家县                                                                                            | 清道光二十八年（1848年）始建 | 无存 |                                |                            | －                                                         | －       |        |
| 昭通府              |                                    | | | |                                |                            |                                                            |          |        |
| 昭阳文庙            | 昭通府学                           | 昭通市昭阳区凤凰街道文渊街103号区粮食局内 27°20′13.88″N 103°43′2.53″E / 27.3371889°N 103.7173694°E      | 清雍正十年（1732年）始建:117 | 存大门、泮池、大成殿:117 |                                | 七开间，单檐歇山顶         | 昭通市文物保护单位                                         | 清       |        |
| 永善文庙            | 永善县学                           | 昭通市永善县                                                                                            | 清雍正六年（1728年）始建 | 无存 |                                |                            | －                                                         | －       |        |
| 大关文庙            | 大关厅学                           | 昭通市大关县                                                                                            | 清道光十九年（1839年）始建 | 无存 |                                |                            | －                                                         | －       |        |
| 景东直隶厅          |                                    | | | |                                |                            |                                                            |          |        |
| 景东文庙            | 景东卫学→景东府学→景东直隶厅学     | 普洱市景东县锦屏镇玉屏路111号 24°27′3.2″N 100°49′48.2″E / 24.450889°N 100.830056°E                      | 明正统七年（1442年）始建，后多次迁建、重修                                                                                            | 存照壁、泮池、钟鼓楼、棂星门、大成门、大成殿、两庑:13                                                                                  | 坐西向东，右庙左学             | 五开间，单檐歇山顶         | 全国重点文物保护单位                                       | 清       |        |
| 蒙化直隶厅          |                                    | | | |                                |                            |                                                            |          |        |
| 巍山文庙            | 蒙化府学→蒙化直隶厅学              | 大理州巍山县南诏镇西街 25°13′43.75″N 100°18′25.06″E / 25.2288194°N 100.3069611°E                        | 明洪武年间始建，万历四十七年（1619年）后重建，后又多次重修                                                                            | 存照壁、泮池、棂星门、大成门、大成殿、雁塔坊、崇圣祠、尊经阁，名宦祠、兴文祠、承祭斋、乡贤祠、明伦堂、学官署等，部分为修复重建:193:139 | 坐北向南，左庙右学（前庙后学） | 七开间，单檐歇山顶         | 云南省文物保护单位                                         | 明至清   |        |
| 弥渡文庙            | 弥渡县学                           | 大理州弥渡县弥城镇青螺公园弥渡县图书馆 25°21′1.91″N 100°29′10.32″E / 25.3505306°N 100.4862000°E         | 清光绪二十五年（1899年）建至圣殿，民国元年（1912年）设县后改为大成殿，增建棂星门                                                      | 存大成殿等:146 | 坐北向南                       | 五开间，单檐歇山顶         | 大理州文物保护单位（青螺山古建筑群）                       |          |        |
| 永北直隶厅          |                                    | | | |                                |                            |                                                            |          |        |
| 永北文庙            | 北胜州学→永北府学→永北直隶厅学     | 丽江市永胜县                                                                                            | 明洪武十七年（1384年）始建 | 无存 |                                |                            | －                                                         | －       |        |
| 镇沅直隶厅          |                                    | | | |                                |                            |                                                            |          |        |
| 镇沅文庙            | 镇沅府学→镇沅州直隶学→镇沅直隶厅学 | 普洱市镇沅县                                                                                            | 清乾隆六年（1741年）始建 | 无存 |                                |                            | －                                                         | －       |        |
| 恩乐文庙            | 恩乐县学                           | 普洱市镇沅县                                                                                            | 清乾隆五年（1740年）始建 | 无存 |                                |                            | －                                                         | －       |        |
| 广西直隶州          |                                    | | | |                                |                            |                                                            |          |        |
| 泸西文庙            | 广西府学→广西直隶州学              | 红河州泸西县中枢镇钟秀山南麓 24°31′53.47″N 103°45′51.98″E / 24.5315194°N 103.7644389°E                  | 明成化十七年（1481年）始建:52，后多次迁建，清同治十一年（1872）重修                                                                   | 存照壁、泮池、大成门、大成殿、两庑、崇圣殿等:52，2001年重建棂星门                                                                      | 坐北向南                       | 五开间，重檐歇山顶         | 云南省文物保护单位                                         | 清       |        |
| 师宗文庙            | 师宗州学→师宗县学                  | 曲靖市师宗县                                                                                            | 明万历年间始建 | 无存 |                                |                            | －                                                         | －       |        |
| 弥勒文庙            | 弥勒州学→弥勒县学                  | 红河州弥勒市弥阳街道弥勒市第五中学内 24°24′14.65″N 103°26′28.43″E / 24.4040694°N 103.4412306°E          | 明嘉靖年间始建，清康熙四年（1665年）迁今址，后重修                                                                                    | 1995年弥勒一中扩建时，拆除大成殿、两庑、乡贤祠等，现仅存棂星门、古柏、碑刻:134:55                                                      |                                |                            | 弥勒市文物保护单位                                         |          |        |
| 丘北文庙            | 丘北县学                           | 文山州丘北县                                                                                            | 清雍正年间始建，咸丰七年（1857年）毁于兵                                                                                              | 无存 |                                |                            | －                                                         | －       |        |
| 武定直隶州          |                                    | | | |                                |                            |                                                            |          |        |
| 武定文庙            | 武定府学→武定直隶州学              | 楚雄州武定县                                                                                            | 明隆庆三年（1570年）始建 | 无存 |                                |                            | －                                                         | －       |        |
| 元谋文庙            | 元谋县学                           | 楚雄州元谋县                                                                                            | 明崇祯三年（1630年）始建 | 无存 |                                |                            | －                                                         | －       |        |
| 禄劝文庙            | 禄劝州学→禄劝县学                  | 昆明市禄劝县                                                                                            | 明崇祯三年（1630年）始建 | 无存 |                                |                            | －                                                         | －       |        |
| 元江直隶州          |                                    | | | |                                |                            |                                                            |          |        |
| 元江文庙            | 元江府学→元江直隶州学              | 玉溪市元江县                                                                                            | 明洪武二十六年（1393年）始建 | 无存 |                                |                            | －                                                         | －       |        |
| 新平文庙            | 新平县学                           | 玉溪市新平县                                                                                            | 清康熙三十一年（1692年）始建 | 无存 |                                |                            | －                                                         | －       |        |
| 镇雄直隶州          |                                    | | | |                                |                            |                                                            |          |        |
| 镇雄文庙            | 镇雄州学→镇雄直隶州学              | 昭通市镇雄县                                                                                            | 明万历元年（1573年）始建 | 无存 |                                |                            | －                                                         | －       |        |
| 各直隶提举司        |                                    | | | |                                |                            |                                                            |          |        |
| 黑井文庙            | 黑盐井直隶提举司学                 | 楚雄州禄丰市黑井镇 25°22′51.02″N 101°44′44.77″E / 25.3808389°N 101.7457694°E                            | 明万历四十五年（1617年）始建，清光绪七年（1881年）重建                                                                                | 存棂星门（太平坊）、泮池、大成殿、两庑等:100:226                                                                                       | 坐北向南                       | 五开间，单檐歇山顶         | 云南省文物保护单位                                         | 清       |        |
| 琅井文庙            | 琅盐井直隶提举司学                 | 楚雄州禄丰市妥安乡琅井村琅井小学归园内 25°20′3.19″N 101°40′31.55″E / 25.3342194°N 101.6754306°E         | 明天启年间始建 | 魁星阁、两庑、照壁:102 |                                |                            | 楚雄州文物保护单位（琅井魁阁楼）                           | 清       |        |
| 石羊文庙            | 白盐井直隶提举司学                 | 楚雄州大姚县石羊镇象岭街 25°51′41.4″N 101°5′52.2″E / 25.861500°N 101.097833°E                           | 明洪武元年（1368年）始建，明万历三十七年（1609年）迁今址，清光绪五年（1879年）重建                                                    | 存棂星门、大成门、大成殿、两庑，重建泮池、乡贤祠、名宦祠、朱子阁、仓圣祠、明伦堂、黉学院、魁星阁等:154-155                             | 坐西向东，右庙左学             | 五开间，单檐歇山顶         | 云南省文物保护单位                                         | 明       |        |

除官方设立的各府、厅、州、县文庙外，以下为当地自建的文庙:7，或不是文庙但因祭有孔子而常称为文庙的建筑。
| 名称                   | 今地                                     | 年代                                   | 现状                                                                                   | 布局     | 大成殿形制         | 文保级别                                   | 文保时代 | 图片 |
| ---------------------- | ---------------------------------------- | -------------------------------------- | -------------------------------------------------------------------------------------- | -------- | ------------------ | ------------------------------------------ | -------- | ---- |
| 官渡文庙（孔子楼）     | 昆明市官渡区官渡街道                     | 明天顺年间始建，后重修:69              | 实为孔子楼，常称文庙，存棂星门、孔子楼、两庑等:69                                      | 坐北向南 |                    | 云南省文物保护单位（文明阁建筑群）         | 明       |      |
| 八街文庙               | 昆明市安宁市八街街道八街西隅             | 清初始建，光绪二年（1876年）重建:73    | 存棂星门、大成门、大成殿、两庑、庆云楼（魁星阁）等:234                                 | 坐西向东 | 三开间，单檐歇山顶 | 云南省文物保护单位（八街文庙建筑群）       | 清       |      |
| 化城文庙（归化县社学） | 昆明市呈贡区马金铺街道化城社区中部       | 明初始建                               | 实为归化县社学，常称文庙，存正殿、前殿、两厢                                           |          |                    | 呈贡区文物保护单位                         | 清       |      |
| 转龙文庙（三圣宫）     | 昆明市禄劝县转龙镇转龙村委会             | 清光绪十三年（1887年）                 | 实为三圣宫，存大成殿                                                                   |          |                    | 禄劝县文物保护单位（转龙文庙大成殿）       | 清       |      |
| 白雾文庙（三圣宫）     | 曲靖市会泽县娜姑镇白雾村委会第八村民小组 | 清雍正年间始建:81                      | 存门楼、泮池、奎楼、大成殿等:81                                                        | 坐西向东 | 三开间，单檐硬山顶 | 云南省文物保护单位（白雾三圣宫）           | 清       |      |
| 三营文庙               | 普洱市景东县大街镇三营村上营组           | 明嘉靖始建，清同治十一年（1872年）重修 | 实为义学:124；存大成殿、崇圣祠等，2023年重建棂星门、大成门                             |          |                    | 普洱市文物保护单位                         |          |      |
| 西洒文庙               | 文山州西畴县西洒镇舍钟山北               | 清光绪六年（1880年）:250               | 存大成殿:250:179                                                                       | 坐北向南 | 三开间，单檐硬山顶 | －                                         | －       |      |
| 双龙营文庙             | 文山州丘北县双龙营镇                     | 清嘉庆年间重建:138                     | 存泮池、大成门、大成殿等:138                                                           |          |                    | 文山州文物保护单位                         | 清       |      |
| 马街文庙（文昌宫）     | 红河州开远市小龙潭镇马街村               | 清乾隆元年（1736年）                   | 实为文昌宫，原存泮池、大成门、大成殿、两庑，1983年列开远市文物保护单位，1994年起火烧毁 | 坐北向南 |                    | －                                         | －       |      |
| 虹溪文庙               | 红河州弥勒市虹溪镇南正街北               | 清雍正元年（1723年）始建:75            | 存棂星门、大成门、大成殿:75                                                            | 坐北向南 | 三开间，单檐歇山顶 | 红河州文物保护单位                         | 清       |      |
| 下关文庙               | 大理州大理市太和街道龙尾关               | 明嘉靖年间始建                         | 存大青树，2011年重建大门、棂星门、大成门、大成殿、两庑、儒学研究中心等                 |          |                    | －                                         | －       |      |
| 凤羽文庙               | 大理州洱源县凤羽镇凤翔村                 | 清雍正四年（1726年）始建，多次重建     | 1940年改为凤翔书院，存照壁、大成门、大成殿:141                                         |          | 五开间，重檐歇山顶 | 云南省文物保护单位（凤羽古建筑群）         | 清       |      |
| 乔后文庙               | 大理州洱源县乔后镇乔后村                 | 清同治元年（1862年）始建               | 2005年重建:248                                                                         |          |                    | －                                         | －       |      |
| 诺邓村文庙             | 大理州云龙县诺邓镇诺邓村                 | 明嘉靖年间始建                         | 存棂星门（腾蛟起凤坊）、大成殿:70                                                      |          | 三开间，单檐歇山顶 | 全国重点文物保护单位（诺邓白族乡土建筑群） | 明至清   |      |

## 延伸阅读
- 陈静波. . 云南档案. 2015, (11): 20–26. CNKI YNDA201511014.
- 陈静波. . 云南档案. 2015, (12): 49–53. CNKI YNDA201512023.